# 帕特里克·威廉斯 (籃球運動員)
帕特里克·李·威廉斯（英語：Patrick Lee Williams，2001年8月26日—），美國職業籃球运动员。出生於美國北卡罗来纳州夏洛特，場上位置為小前鋒或大前鋒，現效力NBA芝加哥公牛。

## 職業生涯
威廉斯在2020年NBA选秀中以第四顺位被芝加哥公牛选中。2020年12月23日，威廉斯完成了他的NBA首秀，在124-104输给亚特兰大老鹰的比赛中首发并贡献了16分、4个篮板、1次助攻、1次抢断和1次封盖。

## 外部連結
- 帕特里克·威廉斯在NBA（英语）
- 帕特里克·威廉斯在Basketball-Reference.com（NBA）（英语）
- 帕特里克·威廉斯在Sports-Reference.com（NCAA）（英语）
- 帕特里克·威廉斯在ESPN（NBA）（英语）
- 帕特里克·威廉斯在Eurobasket.com（球員）（英语）
- 帕特里克·威廉斯在RealGM（英语）
- 帕特里克·威廉斯在Proballers（英语）